# Omorgus mutabilis
Omorgus mutabilis är en skalbaggsart som beskrevs av Haaf 1954. Omorgus mutabilis ingår i släktet Omorgus och familjen knotbaggar. Inga underarter finns listade i Catalogue of Life.